# Helvina howdenorum
Helvina howdenorum är en skalbaggsart som beskrevs av Hovore och Giesbert 1998. Helvina howdenorum ingår i släktet Helvina och familjen långhorningar.
Artens utbredningsområde är Costa Rica. Inga underarter finns listade i Catalogue of Life.